# كليفتون (لاعب كريكت)
كليفتون (1790 بإنجلترا في المملكة المتحدة - ) (بالإنجليزية: Clifton)‏ هو لاعب كريكت بريطاني. لعب مع نادي مارليبون للكريكت ‏.